# Film perduto

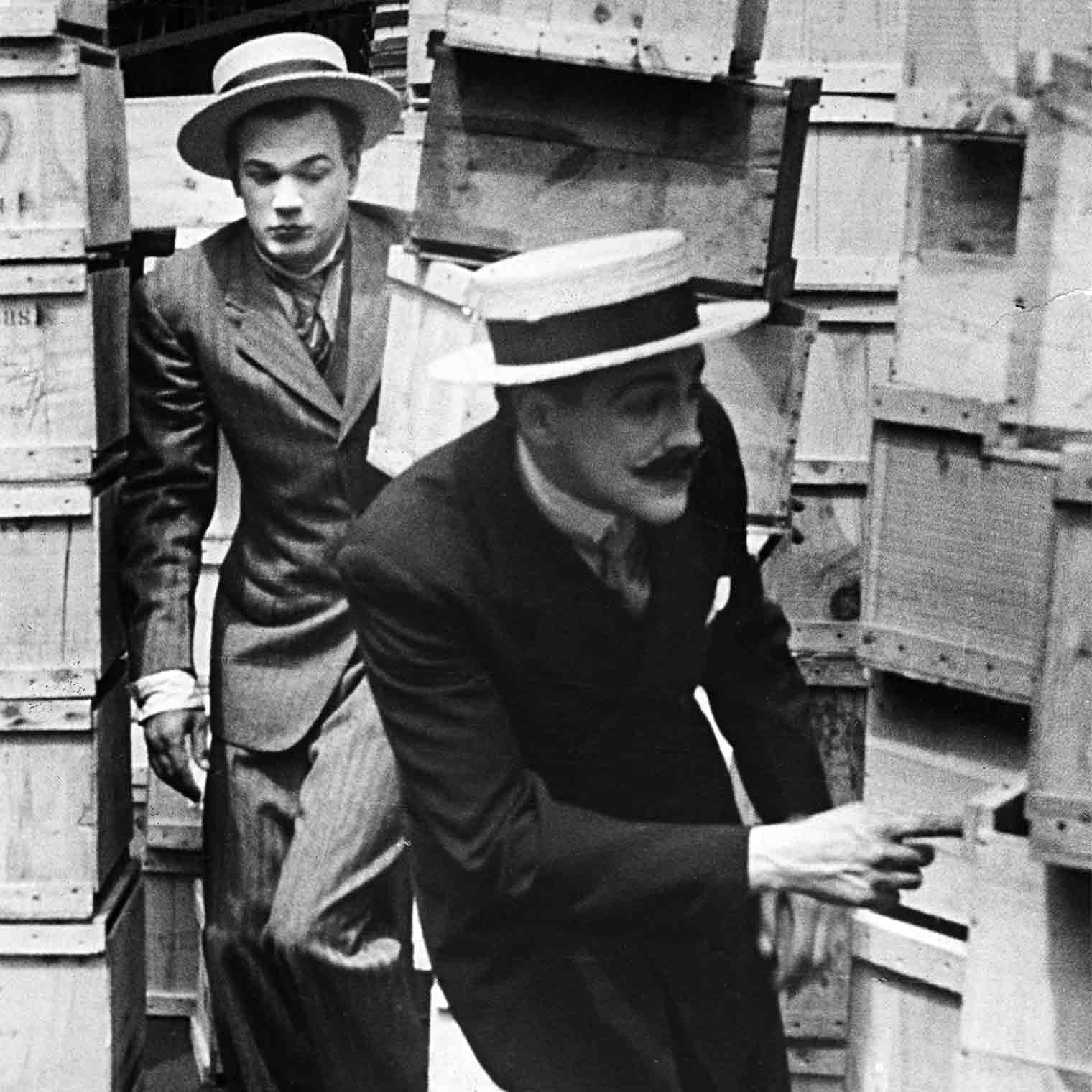
Joseph Cotten ed Edgar Barrier in Too Much Johnson di Orson Welles (1938), film considerato a lungo perduto e poi ritrovato dopo 70 anni.

Un film perduto o perso è un'opera cinematografica su pellicola (sia essa lungometraggio che cortometraggio) di cui non esiste più alcuna copia (per deterioramento, smarrimento o distruzione) né negli archivi delle case di produzione né in collezioni private.
In svariati casi, di tali film rimangono – quali testimonianze – isolati spezzoni fotografici, riprese fotografiche di scena, locandine o manifesti.
In rare occasioni copie di film considerati perduti tornano alla luce e, se possibile, restaurate: è il caso, per esempio, di Too Much Johnson, film muto di Orson Welles, girato nel 1938, ritenuto perso in un magazzino incendiato in Spagna nel 1970 e ritrovato in Italia nel 2008.

## Cause
The Film Foundation, associazione no-profit di conservazione cinematografica creata da Martin Scorsese, per bocca del suo stesso fondatore stima che l'80% dei film muti e il 50% di quelli prodotti negli Stati Uniti ante 1950 sia irrimediabilmente perduto, qualsiasi sia la causa (negligenza, consunzione, incendio, decomposizione).
Molti di essi erano realizzati con nitrocellulosa estremamente instabile e infiammabile, il che li rendeva o causa prima o vittima principale di eventuali incendi: emblematico quello del 1937 presso gli archivi pellicole della 20th Century Fox in New Jersey, che distrusse tutti i negativi fotografati prima del 1932.
Un altro fattore di deterioramento della pellicola è la conservazione in condizioni non idonee di temperatura e umidità, all'epoca non tenute in considerazione.
Grandissima parte nella perdita delle pellicole, altresì, è dovuta alla loro distruzione intenzionale, in quanto all'avvento del sonoro si ritenne che un vecchio film muto non avesse più alcun valore artistico o commerciale.
La guerra, specialmente la seconda guerra mondiale, provocò la distruzione e la perdita totale di pellicole archiviate sia in cineteche che in collezioni pubbliche e private; non è possibile una quantificazione del materiale distrutto e perduto durante tale conflitto in Italia, Germania, Giappone e altri Paesi colpiti dagli eventi bellici.
Il restauratore Robert A. Harris, in un suo intervento del 1993 a un simposio tenutosi a Washington presso la fondazione nazionale per il recupero cinematografico della Biblioteca del Congresso, affermò che la principale causa di distruzione delle pellicole vecchie fu, sostanzialmente, l'avidità delle major cinematografiche che non avevano intenzione di spendere nell'archiviazione del materiale vecchio e lo smaltivano ciclicamente; riguardo alle citate distruzioni intenzionali, inoltre, lo stesso Harris osservò che non esisteva neppure l'esigenza di mantenere necessariamente ogni pellicola girata, perché molta della produzione dell'epoca era di nessun valore e non vi era alcuna necessità di preservarla.
Altro fattore da tenere in conto è che, prima della televisione di massa e, successivamente, dell'home video, un film produceva profitti solo in sala, quindi poco o più nulla dopo il suo periodo di programmazione nei cinema, e il suo mantenimento in archivio era solo un costo.
Sul lungo periodo, comunque, nessuna pellicola è esente da deterioramento; quella introdotta da Kodak nel 1948 con base acetata, seppure più stabile, è sensibile alla sindrome dell'aceto, vale a dire la decomposizione dello strato superficiale della pellicola dovuta a temperatura e umidità non ottimali; lavorando su tali due fattori è solo possibile aumentare la vita del supporto (per esempio, in un ambiente al 50% di umidità a 18 °C la durata della pellicola è di circa cinquant'anni, mentre a 15 °C la vita media si allunga a 150 anni).